# Alessandro Paci
Alessandro Paci (Scandicci, 21 dicembre 1964) è un comico, cabarettista, attore, regista, sceneggiatore, conduttore televisivo e conduttore radiofonico italiano.

## Biografia
Nasce da padre toscano e madre siciliana, ha esordito nel duo I Duemendi, con Massimo Ceccherini. Dal 1993 è sposato con Willow Gene Curry, traduttrice e project manager statunitense. Ha poi partecipato al programma Aria fresca, in onda su Video Music (e poi su TMC) a metà degli anni novanta, interpretando un improbabile buttafuori, e ironizzando sul suo fisico asciutto; ha inoltre portato in teatro un riadattamento comico della storia di Pinocchio, Fermi tutti questo è uno spettacolo, Pinocchio dove si esibisce assieme al suo amico-collega Massimo Ceccherini: il DVD dello spettacolo è diventato poi il DVD teatrale più venduto d'Italia.
Ha anche girato tre film, sempre con Ceccherini: prima Lucignolo, poi Faccia di Picasso e Tutti all'attacco. Realizza inoltre i film in DVD Cenerentolo, Gli abiti nuovi del Granduca, La nipote di Barbablù, La piccola fiammiferaia. Dal 2002 è impegnato nello spettacolo teatrale Grande Paci, rappresentato tuttora nei teatri di tutta la Toscana. Esordisce alla regia nel 2003 con Andata e ritorno. Nel 2007 torna in coppia con Massimo Ceccherini per lo spettacolo teatrale Quei bravi racazzi, e appare in due film 2061 - Un anno eccezionale di Carlo Vanzina e Una moglie bellissima di Leonardo Pieraccioni; inoltre ritorna in televisione su Rai Uno con il programma I Fuoriclasse, condotto da Carlo Conti.
Nel dicembre 2007 ha ultimato le riprese del film Cenci in Cina di Marco Limberti, con Francesco Ciampi, in uscita il 27 marzo 2009. Da ottobre 2008 torna in teatro con Massimo Ceccherini e Carlo Monni per la ripresa, dopo 10 anni, di "Pinocchio". Nel 2010 torna a lavorare su Rai Uno, all'interno del cast della trasmissione Voglia d'aria fresca. Dal 2011 al 2013 ha condotto quotidianamente Ridi col tubo, con Alessio Nonfanti su Italia 7. Da novembre 2015 fino al giugno 2016 ogni lunedì ha condotto con lo speaker radiofonico Il Gatto il programma radiofonico Manikomio 77 su Radio Rosa. Dal settembre 2017 intrattiene gli spettatori del suo canale YouTube raccontando barzellette, giungendo a superare i 220 000 iscritti.

## Filmografia

### Cinema
- Benvenuti in casa Gori, regia di Alessandro Benvenuti (1990)
- Zitti e mosca, regia di Alessandro Benvenuti (1991)
- Amami, regia di Bruno Colella (1992)
- Bonus Malus, regia di Vito Zagarrio (1993)
- Cari fottutissimi amici, regia di Mario Monicelli (1994)
- Albergo Roma, regia di Ugo Chiti (1995)
- Il grande Fausto, regia di Alberto Sironi (1995)
- Ritorno a casa Gori, regia di Alessandro Benvenuti (1996)
- Stressati, regia di Mauro Cappelloni (1997)
- Lucignolo, regia di Massimo Ceccherini (1999)
- Faccia di Picasso, regia di Massimo Ceccherini (2000)
- Andata e ritorno, regia di Alessandro Paci (2003)
- Cenerentolo, regia di Alessandro Paci (2004) - mediometraggio home video
- Tutti all'attacco, regia di Lorenzo Vignolo (2005)
- Fave - Quelli di Pinocchio, regia di Massimo Ceccherini (2006)
- 2061 - Un anno eccezionale, regia di Carlo Vanzina (2007)
- Una moglie bellissima, regia di Leonardo Pieraccioni (2007)
- Un'estate al mare, regia di Carlo Vanzina (2008)
- Cenci in Cina, regia di Marco Limberti (2009)
- Io & Marilyn, regia di Leonardo Pieraccioni (2009)
- 10 ragazze, regia di Tessa Bernardi (2011)
- Amici miei - Come tutto ebbe inizio, regia di Neri Parenti (2011)
- Una vita da sogno, regia di Domenico Costanzo (2011)
- La mia mamma suona il rock, regia di Massimo Ceccherini (2013)
- Sarebbe stato facile, regia di Graziano Salvadori (2013)
- Il professor Cenerentolo, regia di Leonardo Pieraccioni (2015)
- Gli infami - Episodi di vita quotidiana, regia di Alessandro Paci (2016)
- Se son rose, regia di Leonardo Pieraccioni (2018)
- Mare di grano, regia di Fabrizio Guarducci (2018)
- Aspettando la Bardot, regia di Marco Cervelli (2018)
- Non ci resta che ridere, regia di Alessandro Paci (2019)
- Uno strano weekend al mare, regia di Alessandro Ingrà (2022)
- Pare parecchio Parigi, regia Leonardo Pieraccioni (2024)

## Televisione
- Jeans (Rai 3, 1988)
- La giostra (Rete 4, 1989)
- Star 90 (Rete 4, 1990)
- Radio Carolina (Italia 1, 1991)
- Teledanno (Canale 10, 1993-1994)
- AriaFresca (TMC, 1996)
- Su le mani (Rai Uno, 1996)
- Va ora in onda (Rai Uno, 1997)
- Miss Italia nel mondo (Rai Uno, 1997)
- Colorado (Rai Uno, 1998)
- Cocco di mamma (Rai Uno, 1998)
- Miss Italia nel mondo (Rai Uno, 1999)
- Sognando Las Vegas (Rai Uno, 2003)
- Domenica in (RaiUno, 2003-2004)
- Incapaci d'intendere (Toscana Channel, 2004)
- Il Duello (Toscana Channel, 2005)
- I Fuoriclasse (Rai Uno, 2007)
- Stracult (Rai Due, 2009)
- Voglia d'aria fresca (2010)
- Stracult (Rai Due, 2011)
- Ridi col Tubo (7 Gold, 2011-2013)
- Attenti al Tubo (RTV 38, 2014-2017)
- Gran Galà Attenti al tubo (RTV 38, 2014)
- Sabato cinema (RTV 38, 2014-2015)
- Due come noi (2015-in corso)
- E se fosse sabato (2017)
- La sai l'ultima? - Digital Edition (Canale 5, 2019)
- Quelli del Tubo (50 Canale, 2021-in corso)

## Teatro
- Cassana (1990-1991)
- Festival dei dilettanti: aspiranti imbianchini (1986-1996)
- Fermi tutti questo è uno spettacolo (1998)
- L'uomo dalla "U" alla "O" (1999-2000)
- Grande Paci (2002)
- Quei bravi racazzi (2007)
- Pinocchio (2008-2009)
- Ohi ohi ohi ohi... Che crisi (2009-2010)
- Una bara per due (2013)
- Gli Arrockettati (2014-2015)
- Il peggio di Paci e Ceccherini (2014-2015)
- Frankostein (2016-2017)

## Radio
- Manikomio 77 (Radio Rosa, 2015-2016)
- Manikomio 77 (Radio Fiesole 100, 2016-2017)

## Editoria
- O un gli tiro di Alessandro Paci e Massimo Ceccherini - Editore Loggia De' Lanzi (1996)
- Ridi sul vaso di Alessandro Paci - Editore LaNuovaLito (2011)
- Frank Jabroni nemico pubblico nº 9 di Alessandro Paci e Alessio Nonfanti - Editore Wizard Productions (2012)
- Frank Jabroni Public Enemy nº 9 di Alessandro Paci e Alessio Nonfanti - Editore Wizard Productions (2015)